# Campeonato Roraimense 2020
In 2020 werd het 61ste Campeonato Roraimense gespeeld voor voetbalclubs uit Braziliaanse staat Roraima. De competitie werd georganiseerd door de FRF en werd gespeeld van 7 maart tot 23 december. Op 17 maart werd de competitie stilgelegd vanwege de coronacrisis in Brazilië. De competitie werd hervat op 20 november, met het tweede toernooi, terwijl het eerste toernooi nog niet afgewerkt was. Er werden twee toernooien gespeeld, omdat São Raimundo beide won was er geen finale nodig. 

## Eerste toernooi
Dit toernooi heette Taça Boa Vista.

### Eerste fase
| Plaats | Club             | Wed. | W | G | V | Saldo | Ptn. |
| ------ | ---------------- | ---- | - | - | - | ----- | ---- |
| 1.     | GAS              | 4    | 3 | 1 | 0 | 11:4  | 10   |
| 2.     | São Raimundo     | 4    | 2 | 2 | 0 | 6:3   | 8    |
| 3.     | Atlético Roraima | 4    | 1 | 1 | 2 | 6:7   | 4    |
| 4.     | Rio Negro        | 4    | 1 | 1 | 2 | 2:3   | 4    |
| 5.     | Baré             | 4    | 0 | 1 | 3 | 3:11  | 1    |

|  | Geplaatst voor finale Taça Boa Vista |

### Finale
|                   |             |       |                                                              |                                     |
| 23 december 19:30 | GAS         | 1 – 4 | São Raimundo                                                 | Ribeirão, Boa Vista Toeschouwers: 0 |
| 23 december 19:30 | Miliano 17' |       | 17' Gerson Belão 48' Marcos Felipe 79' Feliphinho 90' Hicaro | Ribeirão, Boa Vista Toeschouwers: 0 |

## Tweede toernooi
Dit toernooi heette Taça Roraima. 

### Eerste fase
| Plaats | Club             | Wed. | W | G | V | Saldo | Ptn. |
| ------ | ---------------- | ---- | - | - | - | ----- | ---- |
| 1.     | São Raimundo     | 4    | 3 | 1 | 0 | 9:1   | 10   |
| 2.     | GAS              | 4    | 3 | 1 | 0 | 7:3   | 10   |
| 3.     | Rio Negro        | 4    | 1 | 1 | 2 | 5:9   | 4    |
| 4.     | Atlético Roraima | 4    | 1 | 0 | 3 | 6:7   | 3    |
| 5.     | Baré             | 4    | 0 | 1 | 3 | 3:10  | 1    |

|  | Geplaatst voor Taça Roraima |

### Finale
|                   |                 |       |                      |                                     |
| 17 december 15:30 | São Raimundo    | 1 – 1 | GAS                  | Ribeirão, Boa Vista Toeschouwers: 0 |
| 17 december 15:30 | Igor Felipe 29' |       | 69' Tiago Amazonense | Ribeirão, Boa Vista Toeschouwers: 0 |

## Totaalstand
| Plaats | Club             | Wed. | W | G | V | Saldo | Ptn. |
| ------ | ---------------- | ---- | - | - | - | ----- | ---- |
| 1.     | São Raimundo     | 10   | 6 | 4 | 0 | 20:6  | 22   |
| 2.     | GAS              | 10   | 6 | 3 | 1 | 20:12 | 21   |
| 3.     | Rio Negro        | 8    | 2 | 2 | 4 | 7:12  | 8    |
| 4.     | Atlético Roraima | 8    | 2 | 1 | 5 | 12:14 | 7    |
| 5.     | Baré             | 8    | 0 | 2 | 6 | 6:22  | 2    |

|  | Kampioen, geplaatst voor Série D 2021, Copa do Brasil 2021 en Copa Verde 2021 |
|  | Vicekampioen, geplaatst voor Série D 2021                                     |

### Kampioen
| Campeonato Roraimense de 2020     |
| Roraima                           |
| --------------------------------- |
| SÃO RAIMUNDO Kampioen (11° titel) |